# Prawo o stowarzyszeniach
Ustawa z dnia 7 kwietnia 1989 r. – Prawo o stowarzyszeniach – polska ustawa, uchwalona przez Sejm PRL, regulująca kwestie prawne związane z działalnością stowarzyszeń.
Ustawa określa:
- zasady tworzenia stowarzyszeń
- zasady nadzoru nad stowarzyszeniami
- zasady dotyczące majątku stowarzyszeń
- zasady likwidacji stowarzyszeń
- zasady działalności stowarzyszeń zwykłych.

Ustawa zastąpiła obowiązujące od 1 stycznia 1933 roku Rozporządzenie Prezydenta Rzeczypospolitej z dnia 27 października 1932 r. - Prawo o stowarzyszeniach.

## Nowelizacje
Ustawę znowelizowano wielokrotnie. Ostatnia zmiana weszła w życie w 2020 r.